# Бахрейн на літніх Олімпійських іграх 2016
Бахрейн на літніх Олімпійських іграх 2016 представляла команда з 35 спортсменів у 4 видах спорту.

## Медалісти
| Медаль | Спортсмен(ка) | Вид спорту     | Дисципліна                               | Дата      |
| ------ | ------------- | -------------- | ---------------------------------------- | --------- |
| 1      | Рут Джебет    | Легка атлетика | біг на 3000 метрів з перешкодами (жінки) | 15 серпня |
| 2      | Юніс Кірва    | Легка атлетика | марафон (жінки)                          | 14 серпня |

## Легка атлетика
Склад команди у змаганнях з легкої атлетики оголошено 11 травня 2016 року, включаючи зірку змагань на треку Абубакара Аббаса, чемпіонку Азійських ігор 2014 Кемі Адекою і дворазову срібну медалістку Мімі Белете.
Легенда
- Примітка– для трекових дисциплін місце вказане лише для забігу, в якому взяв участь спортсмен
- Q = пройшов у наступне коло напряму
- q = пройшов у наступне коло за добором (для трекових дисциплін - найшвидші часи серед тих, хто не пройшов напряму; для технічних дисциплін - увійшов до визначеної кількості фіналістів за місцем якщо напряму пройшло менше спортсменів, ніж визначена кількість)
- NR = Національний рекорд
- N/A = Коло відсутнє у цій дисципліні
- Bye = спортсменові не потрібно змагатися у цьому колі

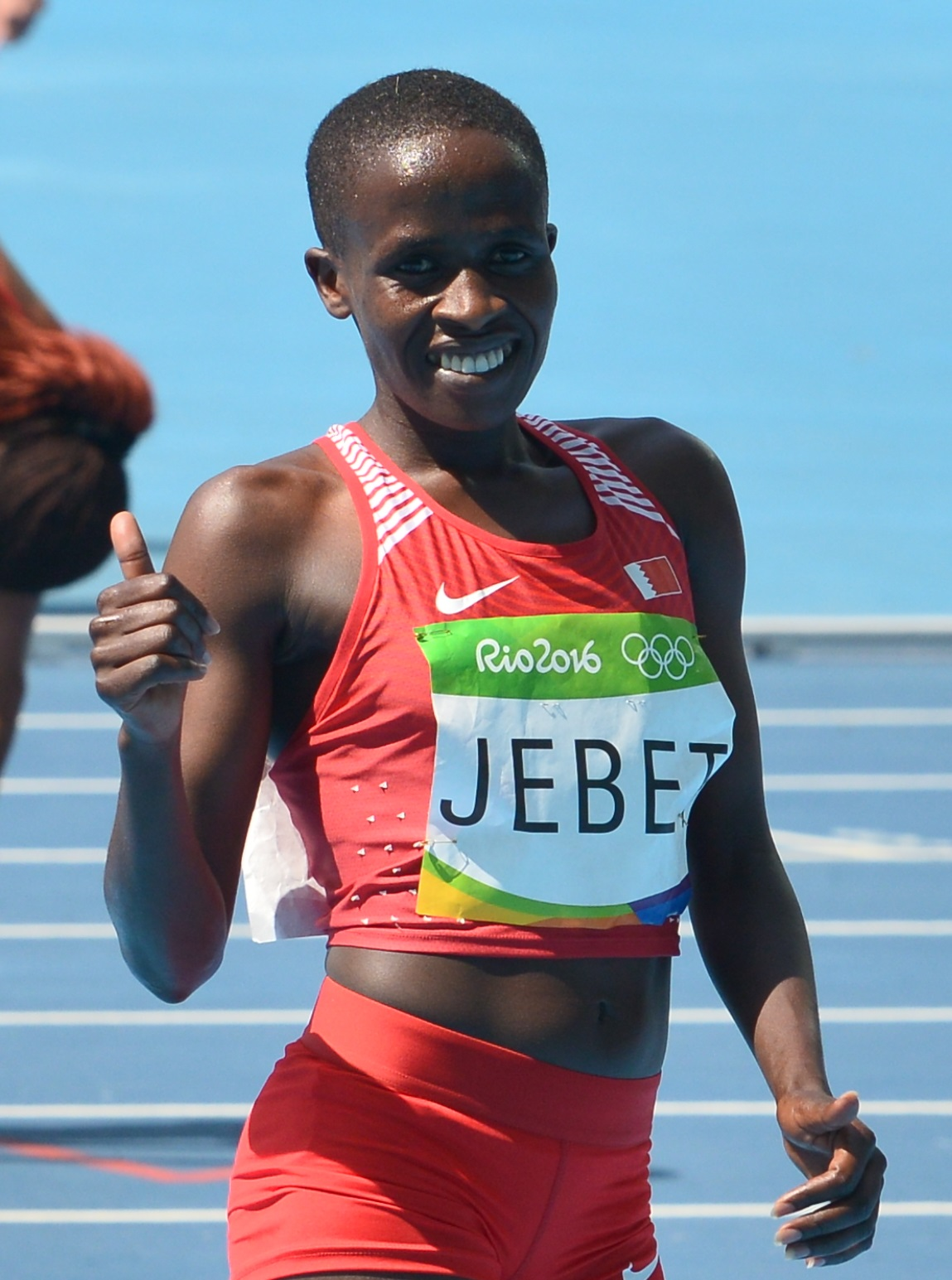
Рут Джебет принесла Бахрейну першу золоту олімпійську медаль на дистанції 3000 метрів з перешкодами.

- NM = No mark

Чоловіки
Трекові і шосейні дисципліни
| Спортсмен              | Дисципліна           | Попередній забіг | Попередній забіг | Чвертьфінал | Чвертьфінал | Півфінал        | Півфінал        | Фінал           | Фінал           |
| Спортсмен              | Дисципліна           | Результат        | Місце            | Результат   | Місце       | Результат       | Місце           | Результат       | Місце           |
| ---------------------- | -------------------- | ---------------- | ---------------- | ----------- | ----------- | --------------- | --------------- | --------------- | --------------- |
| Кемарлі Браун          | 100 м                | Bye              | Bye              | 10.13       | 1 Q         | 10.13           | 5               | Завершив виступ | Завершив виступ |
| Ендрю Фішер            | 100 м                | Bye              | Bye              | 10.12       | 2 Q         | DSQ             | DSQ             | Завершив виступ | Завершив виступ |
| Салем Якуб             | 200 м                | 20.19            | 1 Q              | Н/Д         | Н/Д         | 20.43           | 5               | Завершив виступ | Завершив виступ |
| Абубакар Аббас         | 400 м                | DSQ              | DSQ              | Н/Д         | Н/Д         | Завершив виступ | Завершив виступ | Завершив виступ | Завершив виступ |
| Алі Хаміс              | 400 м                | 45.12            | 1 Q              | Н/Д         | Н/Д         | 44.49           | 3 q             | 44.36 NR        | 6               |
| Абрахам Ротіч          | 800 м                | DSQ              | DSQ              | Н/Д         | Н/Д         | Завершив виступ | Завершив виступ | Завершив виступ | Завершив виступ |
| Бенсон Сеюрей          | 1500 м               | 3:38.82          | 7 q              | Н/Д         | Н/Д         | 3:40.53         | 8               | Завершив виступ | Завершив виступ |
| Зуаір Ауад             | 5000 м               | DNF              | DNF              | Н/Д         | Н/Д         | Н/Д             | Н/Д             | Завершив виступ | Завершив виступ |
| Бірхану Валю           | 5000 м               | 13:19.83         | 4 Q              | Н/Д         | Н/Д         | Н/Д             | Н/Д             | 13:09.26        | 9               |
| Альберт Роп            | 5000 м               | 13:24.95         | 2 Q              | Н/Д         | Н/Д         | Н/Д             | Н/Д             | 13:08.79        | 7               |
| Нельсон Черутіч        | 3000 м з перешкодами | 8:35.87          | 9                | Н/Д         | Н/Д         | Н/Д             | Н/Д             | Завершив виступ | Завершив виступ |
| Джон Кібет Коеч        | 3000 м з перешкодами | 8:28.81          | 6                | Н/Д         | Н/Д         | Н/Д             | Н/Д             | Завершив виступ | Завершив виступ |
| Хассан Чані            | 10000 м              | Н/Д              | Н/Д              | Н/Д         | Н/Д         | Н/Д             | Н/Д             | DNF             | DNF             |
| Абрагам Черобен        | 10000 м              | Н/Д              | Н/Д              | Н/Д         | Н/Д         | Н/Д             | Н/Д             | 27:31.86        | 10              |
| Ель Хассан Ель-Аббассі | 10000 м              | Н/Д              | Н/Д              | Н/Д         | Н/Д         | Н/Д             | Н/Д             | 28:20.17        | 26              |
| Алему Бекеле           | Марафон              | Н/Д              | Н/Д              | Н/Д         | Н/Д         | Н/Д             | Н/Д             | DNF             | DNF             |
| Ісаак Корір            | Марафон              | Н/Д              | Н/Д              | Н/Д         | Н/Д         | Н/Д             | Н/Д             | DNF             | DNF             |

Жінки
Трекові і шосейні дисципліни
| Спортсменка            | Дисципліна           | Попередній забіг | Попередній забіг | Чвертьфінал | Чвертьфінал | Півфінал         | Півфінал         | Фінал            | Фінал            |
| Спортсменка            | Дисципліна           | Результат        | Місце            | Результат   | Місце       | Результат        | Місце            | Результат        | Місце            |
| ---------------------- | -------------------- | ---------------- | ---------------- | ----------- | ----------- | ---------------- | ---------------- | ---------------- | ---------------- |
| Хаджар Альхальді       | 100 м                | Bye              | Bye              | 11.59       | 6           | Завершила виступ | Завершила виступ | Завершила виступ | Завершила виступ |
| Іман Іса Джассім       | 100 м                | Bye              | Bye              | 11.72       | 7           | Завершила виступ | Завершила виступ | Завершила виступ | Завершила виступ |
| Едідіонг Одіонг        | 200 м                | 22.74            | 1 Q              | Н/Д         | Н/Д         | 22.84            | 6                | Завершила виступ | Завершила виступ |
| Кемі Адекоя            | 400 м                | 50.72            | 2 Q              | Н/Д         | Н/Д         | 50.88            | 4                | Завершила виступ | Завершила виступ |
| Тігіст Гешов           | 1500 м               | 4:10.96          | 11               | Н/Д         | Н/Д         | Завершила виступ | Завершила виступ | Завершила виступ | Завершила виступ |
| Мімі Белете            | 5000 м               | 15:29.72         | 10               | Н/Д         | Н/Д         | Н/Д              | Н/Д              | Завершила виступ | Завершила виступ |
| Даліла Абдулкадір Госа | 5000 м               | DNS              | DNS              | Н/Д         | Н/Д         | Н/Д              | Н/Д              | Завершила виступ | Завершила виступ |
| Рут Джебет             | 3000 м з перешкодами | 9:12.62          | 1 Q              | Н/Д         | Н/Д         | Н/Д              | Н/Д              | 8:59.75          | 1                |
| Тігест Гетент          | 3000 м з перешкодами | 9:49.92          | 12               | Н/Д         | Н/Д         | Н/Д              | Н/Д              | Завершила виступ | Завершила виступ |
| Роуз Челімо            | Марафон              | Н/Д              | Н/Д              | Н/Д         | Н/Д         | Н/Д              | Н/Д              | 2:27:36          | 8                |
| Шитайє Ешете           | Марафон              | Н/Д              | Н/Д              | Н/Д         | Н/Д         | Н/Д              | Н/Д              | DNF              | DNF              |
| Еуніка Кірва           | Марафон              | Н/Д              | Н/Д              | Н/Д         | Н/Д         | Н/Д              | Н/Д              | 2:24:13          | 2                |

## Стрільба
Бахрейн отримав запрошення від ISSF на участь Махмуда Хаджи в стрільбі з гвинтівки.
| Спортсмен    | Дисципліна                             | Кваліфікація | Кваліфікація | Фінал           | Фінал           |
| Спортсмен    | Дисципліна                             | Очки         | Місце        | Очки            | Місце           |
| ------------ | -------------------------------------- | ------------ | ------------ | --------------- | --------------- |
| Махмуд Хаджи | гвинтівка лежачи, 50 метрів (чоловіки) | 612.6        | 46           | Завершив виступ | Завершив виступ |

Пояснення до кваліфікації: Q = Пройшов у наступне коло; q = Кваліфікувався для участі в поєдинку за бронзову медаль

## Плавання
Бахрейн отримав універсальні місця від FINA на участь у Олімпіаді двох плавців (по одному кожної статі).
| Спортсмен         | Дисципліна                          | Попередній заплив | Попередній заплив | Півфінал         | Півфінал         | Фінал            | Фінал            |
| Спортсмен         | Дисципліна                          | Час               | Місце             | Час              | Місце            | Час              | Місце            |
| ----------------- | ----------------------------------- | ----------------- | ----------------- | ---------------- | ---------------- | ---------------- | ---------------- |
| Фархан Фархан     | 50 метрів вільним стилем (чоловіки) | 24.61             | 58                | Завершив виступ  | Завершив виступ  | Завершив виступ  | Завершив виступ  |
| Фатема Аль-Махмід | 50 метрів вільним стилем (жінки)    | 32.28             | 74                | Завершила виступ | Завершила виступ | Завершила виступ | Завершила виступ |

## Боротьба
Бахрейн надіслав на Олімпіаду одного борця у ваговій категорії до 65 кг. Цю путівку він здобув, вигравши півфінал 1-го Олімпійського кваліфікаційного турніру 2016, що походив у Стамбулі, і став першим борцем від Бахрейну на Олімпійських іграх.
Легенда:
- VT – Перемога на туше.
- PP – Перемога за очками – з технічними очками в того, хто програв.
- PO – Перемога за очками – без технічних очок в того, хто програв.
- ST – Перемога за явної переваги – різниця в очках становить принаймні 8 (греко-римська боротьба) або 10 (вільна боротьба) очок, без технічних очок у того, хто програв.
- SP – Перемога за явної переваги – різниця в очках становить принаймні 8 (греко-римська боротьба) або 10 (вільна боротьба) очок, з технічними очками в того, хто програв.

Чоловіки, вільний стиль
| Спортсмен    | Категорія | Кваліфікація       | Раунд 1/16                      | Чвертьфінал        | Півфінал           | Repech1 років      | Repech2 років      | Фінал / BM         | Фінал / BM |
| Спортсмен    | Категорія | Суперник Результат | Суперник Результат              | Суперник Результат | Суперник Результат | Суперник Результат | Суперник Результат | Суперник Результат | Місце      |
| ------------ | --------- | ------------------ | ------------------------------- | ------------------ | ------------------ | ------------------ | ------------------ | ------------------ | ---------- |
| Адам Батиров | до 65 кг  | Bye                | Іхтійор Наврузов (UZB) L 1–3 PP | Завершив виступ    | Завершив виступ    | Завершив виступ    | Завершив виступ    | Завершив виступ    | 14         |